# 유럽의 깃발 목록

유럽의 국기

이 문서는 유럽의 국기을 나열한 유럽의 기목록이다.

## 국제기

유럽 연합
북대서양 조약 기구
유라시아 경제 연합
적십자기
북유럽 이사회
중앙유럽 자유 무역 협정
유엔
집단 안보 조약 기구
프랑코포니
포르투갈어 사용국 공동체
라인강 내비게이션 중앙위원회
유럽 안보 협력 기구
유니버시아드
유럽 자유 무역 연합
대표 없는 국가 민족 기구

## 북부유럽 국기

아이슬란드
노르웨이
스웨덴
핀란드
올란드 제도
페로 제도
덴마크
리투아니아
라트비아
에스토니아
칼리닌그라드

## 동부유럽 국기

벨라루스
우크라이나
러시아
몰도바

## 중부유럽 국기

독일
폴란드
체코
슬로바키아
스위스
리히텐슈타인
오스트리아
헝가리

## 서부유럽 국기

아일랜드
잉글랜드
스코틀랜드
웨일스
프랑스
벨기에
네덜란드
룩셈부르크
북아일랜드

## 남부유럽 국기

포르투갈
스페인
지브롤터
안도라
이탈리아
바티칸 시국
산마리노
모나코
몰타
크로아티아
보스니아 헤르체고비나
몬테네그로
세르비아
마케도니아
코소보
알바니아
루마니아
불가리아
그리스
튀르키예

## 같이 보기
- 유럽기
- 독일의 기 목록
- 러시아의 기 목록
- 스페인의 기 목록
- 영국의 기 목록